# Bahnstrecke Brodina–Izvoarele Sucevei
| |                      |                               |                               |
| Kursbuchstrecke: | CFR: 515             |                               |                               |
| Streckenlänge: | ca. 32 km            |                               |                               |
| Spurweite: | 1435 mm (Normalspur) |                               |                               |
| |                      |                               |                               |
| \| \| \| von Rădăuți \| \| \| \| 49,641 \| Brodina \| Brodina \| \| \| \| Suceava \| \| \| \| ~52 \| Sadău \| Sadău \| \| \| \| Suceava \| \| \| \| ~56 \| Paltin \| Paltin \| \| \| 58,936 \| Nisipitu \| Nisipitu \| \| \| ~62 \| Ulma \| Ulma \| \| \| \| Staatsgrenze Rumänien/Ukraine \| \| \| \| \| Suceava \| \| \| \| ~65 \| Ruska (Руська) \| Ruska (Руська) \| \| \| \| Suceava \| \| \| \| ~70 \| Seljatyn (Селятин) \| Seljatyn (Селятин) \| \| \| \| \| \| \| \| ~79 \| Schepit (Шепіт) \| Schepit (Шепіт) \| \| \| \| \| \| \| \| \| Staatsgrenze Ukraine/Rumänien \| \| \| \| ~82 \| Izvoarele Sucevei \| Izvoarele Sucevei \| |                      |                               |                               |
| Strecke (außer Betrieb) |                      | von Rădăuți                   | von Rădăuți                   |
| Haltepunkt / Haltestelle (Strecke außer Betrieb) | 49,641               | Brodina                       | Brodina                       |
| Brücke über Wasserlauf (Strecke außer Betrieb) |                      | Suceava                       | Suceava                       |
| Haltepunkt / Haltestelle (Strecke außer Betrieb) | ~52                  | Sadău                         | Sadău                         |
| Brücke über Wasserlauf (Strecke außer Betrieb) |                      | Suceava                       | Suceava                       |
| Haltepunkt / Haltestelle (Strecke außer Betrieb) | ~56                  | Paltin                        | Paltin                        |
| Haltepunkt / Haltestelle (Strecke außer Betrieb) | 58,936               | Nisipitu                      | Nisipitu                      |
| Haltepunkt / Haltestelle (Strecke außer Betrieb) | ~62                  | Ulma                          | Ulma                          |
| Grenze (Strecke außer Betrieb) |                      | Staatsgrenze Rumänien/Ukraine | Staatsgrenze Rumänien/Ukraine |
| Brücke über Wasserlauf (Strecke außer Betrieb) |                      | Suceava                       | Suceava                       |
| Haltepunkt / Haltestelle (Strecke außer Betrieb) | ~65                  | Ruska (Руська)                | Ruska (Руська)                |
| Brücke über Wasserlauf (Strecke außer Betrieb) |                      | Suceava                       | Suceava                       |
| Haltepunkt / Haltestelle (Strecke außer Betrieb) | ~70                  | Seljatyn (Селятин)            | Seljatyn (Селятин)            |
| Brücke über Wasserlauf (Strecke außer Betrieb) |                      |                               |                               |
| Haltepunkt / Haltestelle (Strecke außer Betrieb) | ~79                  | Schepit (Шепіт)               | Schepit (Шепіт)               |
| Brücke über Wasserlauf (Strecke außer Betrieb) |                      |                               |                               |
| Grenze (Strecke außer Betrieb) |                      | Staatsgrenze Ukraine/Rumänien | Staatsgrenze Ukraine/Rumänien |
| Haltepunkt / Haltestelle Streckenende (Strecke außer Betrieb) | ~82                  | Izvoarele Sucevei             | Izvoarele Sucevei             |

Die Bahnstrecke Brodina–Izvoarele Sucevei ist eine heute stillgelegte Eisenbahnverbindung in Rumänien und der Ukraine. Sie liegt im Tal des Flusses Suceava in der Bukowina.

## Geschichte
Während der Entstehung der Bahnstrecke lag diese auf dem Territorium Österreichs innerhalb der habsburgischen Doppelmonarchie.
Im Jahr 1898 ging die Bahnstrecke Rădăuți–Brodina der Neuen Bukowinaer Lokalbahn in Betrieb. Bereits in den darauffolgenden Jahren wurde seitens der zuständigen Behörden über eine Verlängerung der Bahn im Tal der Suceava nachgedacht. Dabei war geplant, die Strecke bis Izvoarele Sucevei (damals Izwor) zu bauen.
Nach einigen Jahren der Diskussion wurde die Bahnlinie schließlich 1911 bis 1913 als Schmalspurstrecke (760 mm) von der Neuen Bukowinaer Lokalbahn bis Seletin (heute Seljatyn in der Ukraine) errichtet. Sie diente in der waldreichen Karpatenregion vornehmlich dem Transport von Holz.
Im Zuge der Kampfhandlungen des Ersten Weltkrieges wurde das Gebiet von Russischen Truppen besetzt und 1916 mit dem Material anderer Nebenbahnen der Bukowina auf Normalspur umgerüstet. Außerdem erfolgte die Verlängerung der Strecke bis Izvoarele Sucevei. 1917 wurden diese Arbeiten nach Rückeroberung durch österreichisch-ungarische Truppen durch letztere abgeschlossen.
Nach dem Krieg gelangte die Bukowina an Rumänien; die Strecke wurde durch die rumänische Staatsbahn CFR übernommen. Allerdings wurde der Schlussabschnitt der Bahnlinie – die bei Izvoarele Sucevei eine Seehöhe von ca. 900 m erreichte – aufgegeben; Endhaltestelle wurde Șipotele Sucevei (heute Schepit in der Ukraine).
1940 besetzte die Rote Armee die Nordbukowina. Der Abschnitt im oberen Suceavatal gelangte an die Sowjetunion, war für diese aber ohne Bedeutung, da keinerlei Anbindung an das übrige sowjetische Schienennetz vorhanden war. Von 1941 bis 1944 gehörte die gesamte Bukowina vorübergehend nochmals zu Rumänien, seitdem erneut zur Sowjetunion (bzw. seit 1991 zur Ukraine). Auf sowjetischem Gebiet wurde die Bahnlinie stillgelegt, auf rumänischer Seite bis zur Haltestelle Nisipitu betrieben.

## Aktuelle Situation
Der rumänische Teil der Strecke bis Nisipitu ist eingleisig und nicht elektrifiziert. Sie ist offiziell noch Teil der Kursbuchstrecke 515 von Dornești nach Nisipitu bzw. Putna. Im Juli 2008 wurde die Bahnlinie durch Hochwasser geschädigt und ist seitdem außer Betrieb. Eine Wiederherstellung erfolgte bisher nicht. Die CFR zieht in Erwägung, die defizitäre Strecke stillzulegen oder privaten Anbietern zu überlassen.